# Río Guadiana y Ribera de Chanza
Río Guadiana y Ribera de Chanza este o arie protejată (arie specială de conservare — SAC, sit de importanță comunitară — SCI) din Spania întinsă pe o suprafață de 1.463,26 ha, integral pe uscat.

## Localizare
Centrul sitului Río Guadiana y Ribera de Chanza este situat la coordonatele 37°24′17″N 7°27′21″W / 37.4047°N 7.4558°V.

## Înființare
Situl Río Guadiana y Ribera de Chanza a fost declarat sit de importanță comunitară în aprilie 1999 pentru a proteja 50 de specii de animale. Situl a fost protejat și ca arie specială de conservare în martie 2015.

## Biodiversitate
Situată în ecoregiunile marină Atlantică și mediteraneană, aria protejată conține 13 habitate naturale: Matorral arborescenți cu Juniperus spp., Salicornia și alte specii anuale care populează regiunile mlăștinoase și nisipoase, Tufărișuri termo-mediteraneene și de pre-deșert, Estuare, Dehesas cu Quercus spp. perene, Pajiștile Spartina (Spartinion maritimae), Păduri de Quercus ilex și Quercus rotundifolia, Dune mobile cu vegetație embrionară, Tufărișuri halofile mediteraneene și termo-atlantice (Sarcocornetea fruticosi), Terase mlăștinoase și terase nisipoase neacoperite de apă la reflux, Fânețe de joasă altitudine (Alopecurus pratensis, Sanguisorba officinalis), Vegetație anuală la limita mareei, Galerii și tufărișuri riverane sudice (Nerio-Tamaricetea și Securinegion tinctoriae).
La baza desemnării sitului se află mai multe specii protejate:
- păsări (32): pescăruș albastru (Alcedo atthis), acvilă de munte (Aquila chrysaetos), Aquila fasciata, egretă mare (Ardea alba), stârc roșu (Ardea purpurea), buha (Bubo bubo), fugaci de țărm (Calidris alpina), bătăuș (Calidris pugnax), prundăraș de sărătură (Charadrius alexandrinus),  prundaș gulerat mic (Charadrius dubius), chirichița cu obraz alb (Chlidonias hybrida), chirighiță neagră (Chlidonias niger), barză albă (Ciconia ciconia), erete de stuf (Circus aeruginosus), egretă mică (Egretta garzetta), Falco pelegrinoides, ciovlica roșcată (Glareola pratincola), piciorong (Himantopus himantopus), pescăriță mare (Hydroprogne caspia), Larus audouinii, Larus genei, pescăruș-cu-cap-negru (Larus melanocephalus), sitar de mal nordic (Limosa lapponica), vultur pescar (Pandion haliaetus), Phalacrocorax aristotelis aristotelis, flamingo roz (Phoenicopterus roseus), lopătar (Platalea leucorodia), ploier auriu (Pluvialis apricaria), ciocântors (Recurvirostra avosetta), chiră de baltă (Sterna hirundo), corcodel mic (Tachybaptus ruficollis), călifar alb (Tadorna tadorna)
- amfibieni (1): Discoglossus galganoi
- mamifere (2): vidră de râu (Lutra lutra), râs iberic (Lynx pardinus)
- nevertebrate (1): Unio tumidiformis
- pești (11): șip (Acipenser sturio), Alosa alosa, Alosa fallax, Anaecypris hispanica, Aphanius baeticus, Cobitis paludica, Iberochondrostoma lemmingii, Luciobarbus comizo, Petromyzon marinus, Pseudochondrostoma willkommii, Squalius alburnoides
- reptile (3): Caretta caretta, țestoasa de baltă (Emys orbicularis), Mauremys leprosa

Pe lângă speciile protejate, pe teritoriul sitului au mai fost identificate 8 specii de plante, 2 specii de amfibieni, 4 specii de nevertebrate, 4 specii de pești.